# 譚文鴻
譚文鴻，字少山，號儀臣，貴州省鎮遠府人，清朝政治人物、進士出身。
光緒二十年（1894年）太后六旬甲午恩科進士，二甲八十一名，同年五月，改翰林院庶吉士。光緒二十一年四月，散館，以主事著以部属用，改工部主事。